# William T. Williams
William T. Williams, född 1942, är en amerikansk konstnär.
Han framträdde i början av 1970-talet inom den lyriska expressionismen, i slutet av 1970-talet förändrade han sin stil där han börjar arbeta med färgytan som ett centralt element i sin konst.